# Skok nr 8
Skok nr 8 – album kompilacyjny zawierający instrumentalne nagrania radiowe Kwartetu Wojciecha Gogolewskiego z lat 1976–1977. Wydany nakładem wydawnictwa Gad Records.
 
Rok 1976 to czas tryumfu formacji na festiwalu Jazz nad Odrą we Wrocławiu (II miejsce w kategorii zespołów oraz wyróżnienia dla kontrabasisty Zbigniewa Wegehaupta i perkusisty Czesława Szymańskiego). Wówczas ukazał się na płycie jedynie ich utwór pt. Skok nr 8. Była to winylowa kompilacja, wydana nakładem Poljazzu i zbierająca kompozycje laureatów dwóch festiwali: XVI Złotej Tarki (na stronie A longplaya) oraz XIII Jazzu nad Odrą (na stronie B, obok utworów w wykonaniu Big Bandu PWSM Katowice i Kwintetu Andrzeja Olejniczaka). Wtedy też zespół dokonał, pierwszych profesjonalnych nagrań studyjnych – w Polskim Radiu Warszawa, co było pokłosiem wrocławskiego sukcesu festiwalowego. Kwartet Wojciecha Gogolewskiego zarejestrował wówczas w ciągu jednego dnia (28 maja 1976 roku) – pięć utworów, które łącznie trwały około czterdziestu minut. Wszystkie kompozycje autorstwa lidera zespołu to wycieczka w muzyczny świat inspirowany dokonaniami m.in. Herbie’ego Hancocka i Chicka Corei, lecz jest on przełożony na indywidualny język twórczy Kwartetu. Rok później – po kolejnej serii koncertów zespół wszedł, jak się okazało – po raz ostatni do radiowego studia, tym razem w Polskim Radio Katowice i zarejestrował szósty utwór w swoim dorobku, a była to rozbudowana, trzyczęściowa kompozycja pt. Suite for M.. W pełni precyzyjna data realizacji tego nagrania jest dziś nie do ustalenia, ponieważ w dostępnych źródłach figurują co najmniej dwie. Jedna z nich to 29 stycznia 1977 roku – można też znaleźć informację, że sesja nagraniowa miała miejsce pod koniec 1976 roku. Wkrótce potem Kwartet Wojciecha Gogolewskiego przestał istnieć i nie doczekał się za czasów swojego artystycznego żywota, debiutanckiego albumu. Udało się to naprawić po z górą czterdziestu latach.

## Lista utworów[1][2]
1. „Grzyb Mun” – 6:34
2. „Łan” – 6:52
3. „Poranna kołysanka” – 6:22
4. „Skok nr 8” – 7:16
5. „Ballada dla G.” – 12:12
6. „Suite for M.” – 17:31

- Muzyka: Wojciech Gogolewski

## Skład zespołu[1][2]
- Wojciech Gogolewski – pianino elektroniczne
- Mieczysław Wolny – flet
- Zbigniew Wegehaupt – kontrabas
- Czesław Szymański – perkusja

## Opracowanie[1][3]
- Michał Wilczyński – producent
- Łukasz Hernik – współproducent
- Mirosław Rakowski – zdjęcia
- Przemysław Pomarański – obróbka zdjęć